# Çarşambaspor
Çarşambaspor ist ein türkischer Fußballverein aus Çarşamba, einer Stadt in der Provinz Samsun. Auffällig bei Çarşambaspor sind das Logo und die Trikots, die beide sehr stark an Bursaspor erinnern. Auch die Ultras von Çarşambaspor nennen sich, wie die Ultras von Bursaspor, Teksas.

## Geschichte

### Gründung und frühe Zeit
Im Jahr 1924 machte der Hauptmann der Jandarma Sabri Altıner den Vorschlag, einen Sportverein zu gründen. Im November desselben Jahres wurde Çarşambaspor dann bei einer Versammlung der Jandarma gegründet, als Vereinsname wählte man Çarşamba Yeşilırmak Gençlik Kulübü. Obwohl der Klub 1924 gegründet worden ist, wählte man das für die Türkei historische Jahr 1923 (das Jahr der Gründung der Türkischen Republik) als Gründungsdatum. In den folgenden Jahren änderte der Verein mehrmals seinen Namen in Çarşamba Gençlik Kulübü, Çarşamba Spor Kulübü und Çarşamba Belediyespor Kulübü um.
Im Jahr 1947 kam es bei einem Spiel gegen Fener Gençlik im Şehir Stadı zum Eklat: Während des Spiels provozierten Zuschauer kontinuierlich den Çarşambaspor-Spieler Hasan Aras. Das Spiel gewann Çarşambaspor mit 2:1, beide Tore erzielte Aras. Nach den erzielten Toren provozierte Aras wiederum die Zuschauer mit einer obszönen Geste. Da der Gouverneur von Samsun Rüknettin Nasuhioğlu bei dem Spiel anwesend war, verbannte er den Verein für fünf Jahre vom Spielbetrieb.
So nahm Çarşambaspor 1952 wieder den Spielbetrieb in der Samsun Amatör Lig auf. In der Samsun 1. Amatör Küme-Liga wurde man achtmal Meister. Çarşambaspor spielte lange in der TFF 2. Lig und bisher vier Jahre in der TFF 1. Lig.

### Neuzeit
In der Saison 2011/12 musste der Verein mit 19 Punkten und als letzter Platz von der TFF 3. Lig absteigen. Seitdem spielt Çarşambaspor in der Bölgesel Amatör Lig, in der Saison 2013/14 erreichte man den dritten Platz mit 47 Punkten und verpasste die Teilnahme an den Play-off-Spielen für die TFF 3. Lig.